# 阿爾特斯 (奧克拉荷馬州)
阿爾特斯（Altus）位於美國奧克拉荷馬州傑克遜縣，是該縣的縣治，人口18,729人。阿爾特斯是美國聯邦空軍阿爾特斯空軍基地的所在地。